# Göta Ljungberg
Pour les articles homonymes, voir Ljungberg.
Göta Ljungberg (4 octobre 1893 à Sundsvall, 28 juin 1955 à Lidingö) est une chanteuse d'opéra suédoise (soprano).

## Biographie
Elle fit des études de chant à Stockholm avec le professeur Gillis Bratt, puis poursuivit à Milan et Berlin et fut entre autres élève de Mme Charles-Cahier.
C’est en Gutrune (Götterdämmerung) qu’elle fit ses débuts à l’Opéra de Stockholm en 1917.
Elle restera fidèle à cette maison tout au long des vingt années que durera sa carrière.
Celle-ci connaîtra toutefois un grand essor international, passant d’abord par Berlin où elle chante, outre ses grands rôles wagnériens, ceux de Tosca, Santuzza (Cavalleria Rusticana), Elektra, Anne d’Autriche (dans Die Drei Musketiere de Ralph Benatzky) ; à partir de 1924, elle chante à Covent Garden, où elle débute avec Sieglinde dans une Walkyrie dirigée par Bruno Walter, puis où elle apparaîtra plus tard en Salomé, Kundry (Parsifal), Elisabeth (Tannhäuser) et Tosca ; dans la même salle, elle sera également créatrice du rôle-titre de Judith dans un opéra d’Eugène Goossens. 
De janvier 1932 à mars 1935, elle sera présente dans une cinquantaine de représentations du Metropolitan Opera de NYC, où elle débute dans le rôle de Sieglinde ; ses autres rôles wagnériens au Met seront Elsa (Lohengrin), Elisabeth, Freia (L'Or du Rhin), Brünnhilde (l'Anneau du Nibelung), Kundry et Isolde (qu’elle chante aux côtés du Tristan interprété par Lauritz Melchior). Ses autres  principaux rôles au Met seront ceux de Richard Strauss : 
- Salomé (à 9 reprises)
- Chrysotemis dans Elektra (rôle dont elle est la créatrice new-yorkaise aux côtés de Gertrud Kappel dans le rôle-titre).

Sous la direction de Tullio Serafin, elle tient le rôle de Lady Marigold Sandys dans l’opéra Merry Mount de Howard Hanson, création au Met en 1934.
En 1937, des problèmes vocaux obligent Göta Ljungberg à mettre un terme à sa carrière. Elle s’installe aux États-Unis où elle enseigne au New York College of Music.